# Попільничка

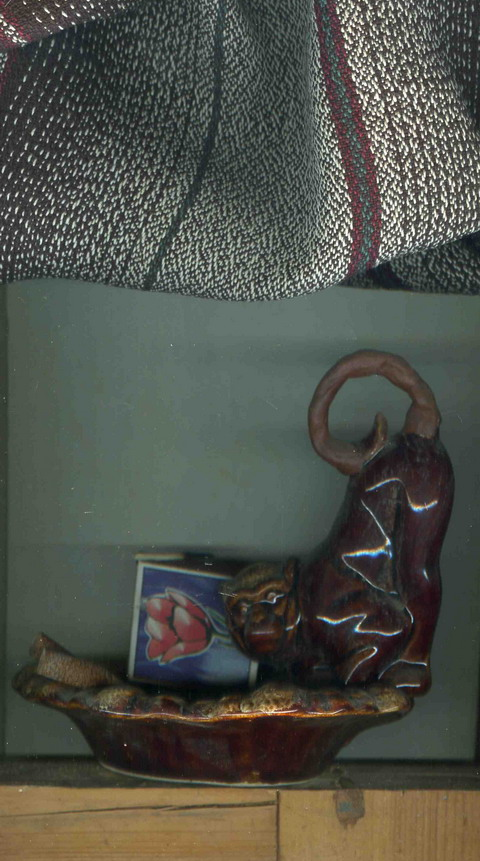
Керамічна попільничка з мавпою, фото 2015 р.

Попільни́чка, попільни́ця — посудина для недокурків тютюнового попелу. Частий атрибут процесу куріння сигарет (цигарок), сигар та люльок.

## Опис
Попільнички виготовляються, як правило, з негорючих матеріалів, таких як скло, кераміка або метал.
У приміщеннях попільничку розташовують найчастіше на столі. В офісах і магазинах можлива установка підлогових і настінних варіантів попільничок. У великих магазинах на залізничних станціях на встановлених урнах можна побачити окремий контейнер-попільничку. Її легко очищати, і вона не дозволяє сміттю запалитися від непогашених сигарет. У машинах і на поїздах попільнички, як правило, вбудовані. Існують також зразки для кишенькового носіння.
Попільниці поділяють на:
- сигаретні — являють собою тарілочки зі скла, кераміки чи металу з декількома, зазвичай чотирма, виїмками для сигарет.
- сигарні — подібні до сигаретних, але мають більш широкі виїмки.
- люлькові — подібні до сигаретних, проте мають «ложе» для люльки та шматок корку в центрі, для витрушування попелу з люльки.

Попільнички в громадських місцях, таких як бари в деяких країнах, стають все більш рідкісними через поширення заборон на куріння.
Наявність зручно розташованої попільнички підвищує чистоту та пожежобезпечність.

## Галерея

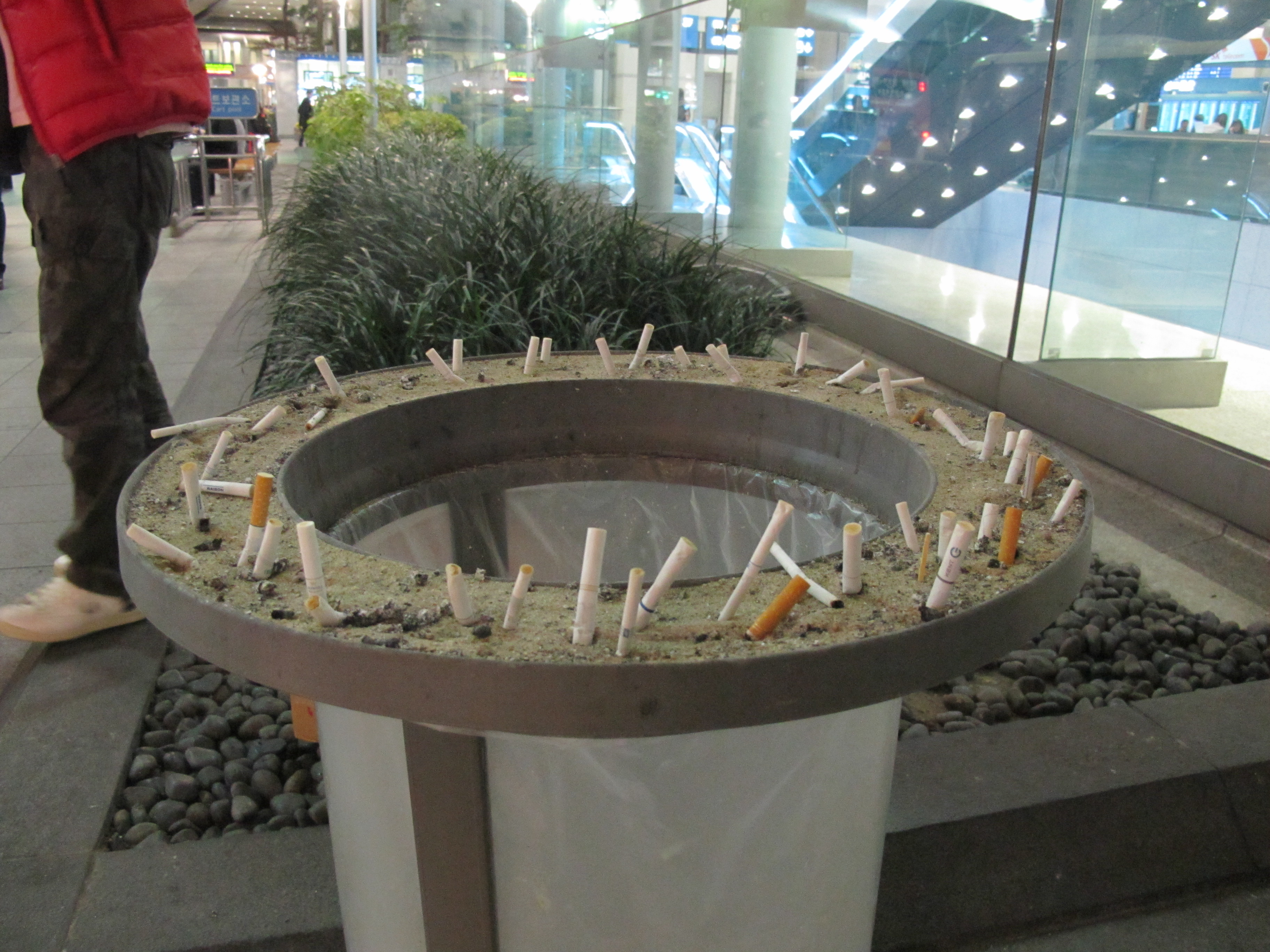
Попільничка з піском
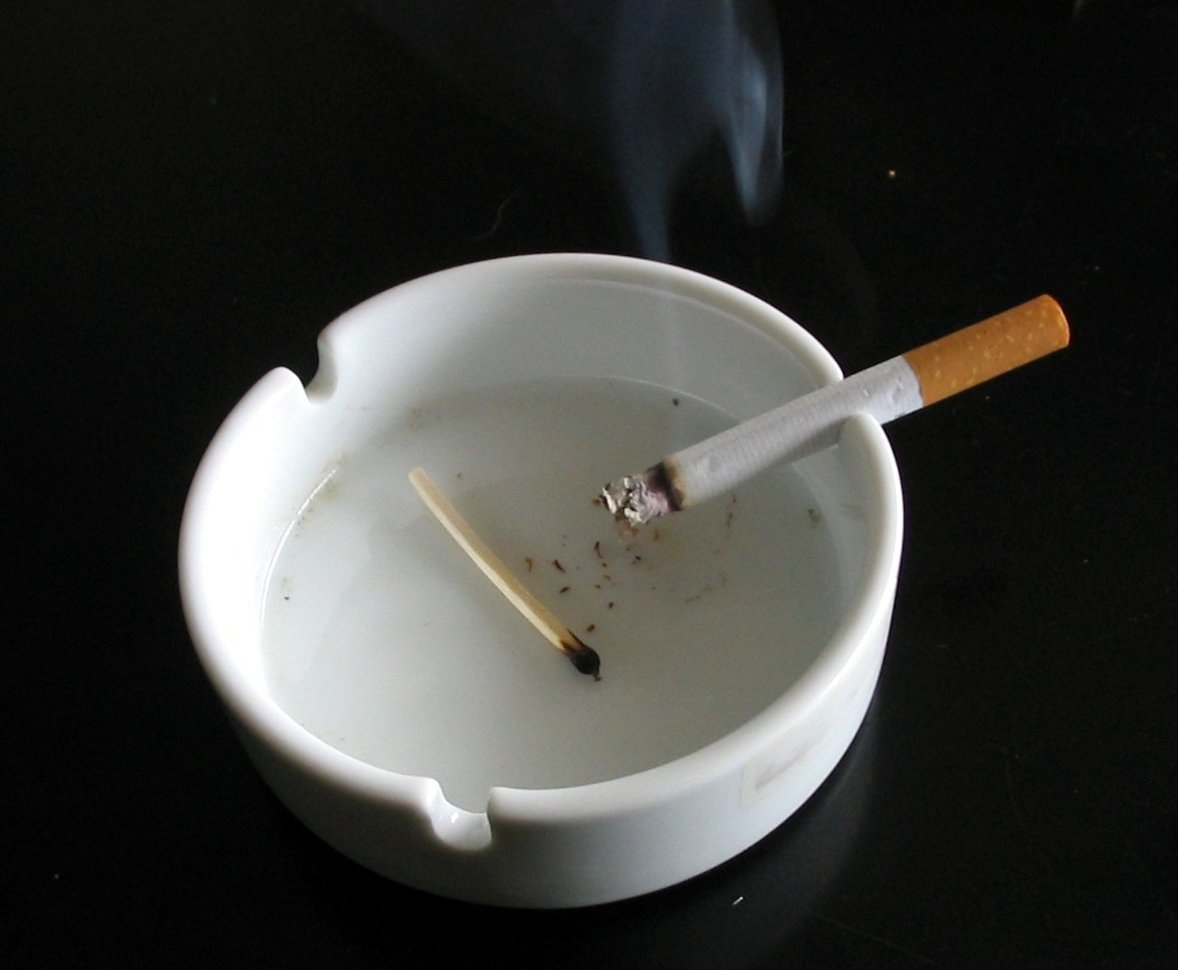
Попільничка для сигарет
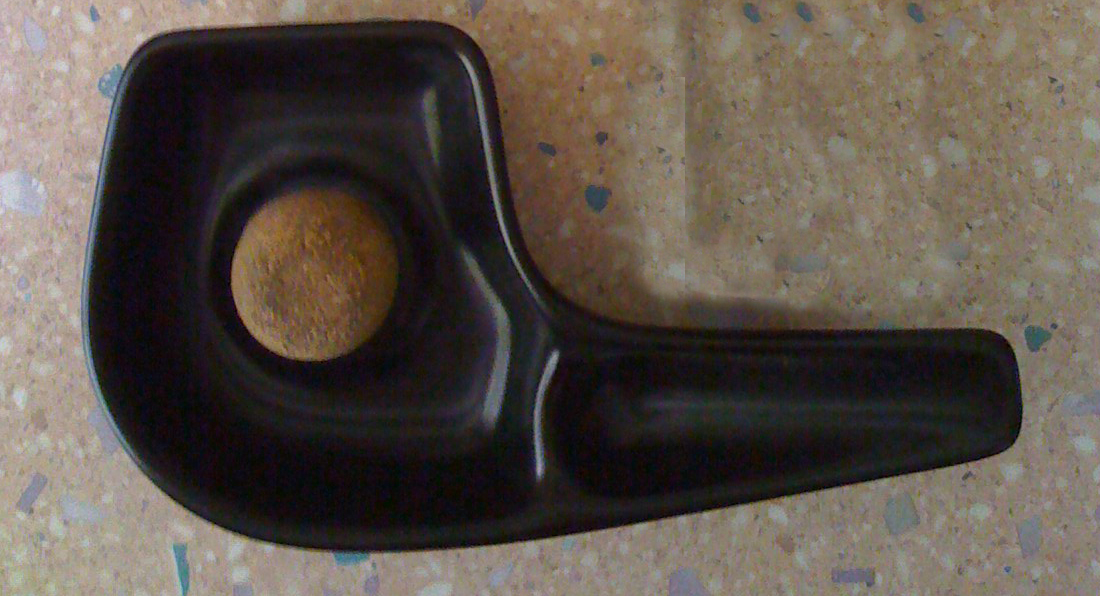
Попільничка для люльки
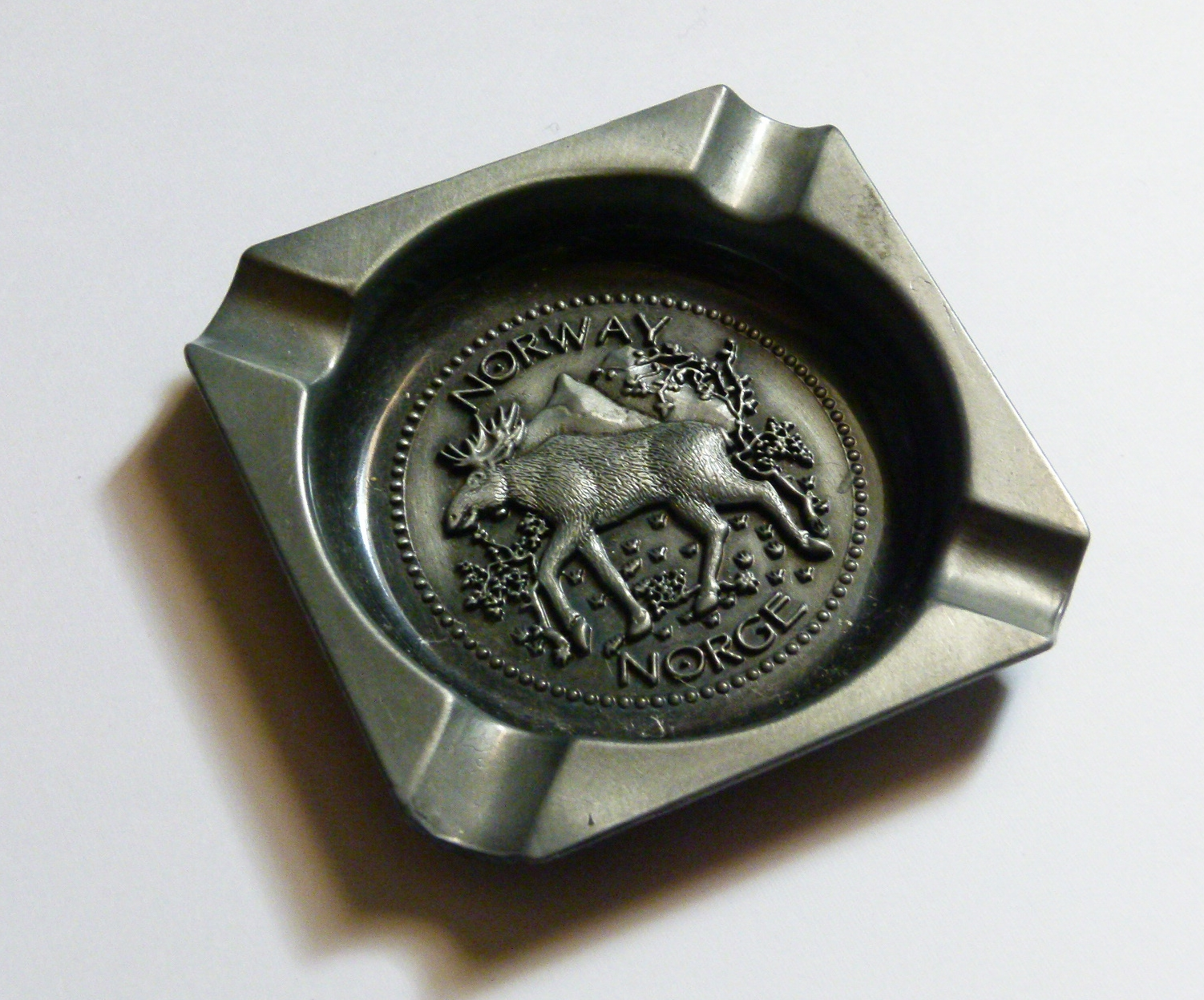
Попільничка з Норвегії

## Цікаві факти
- На відміну від поширеної думки, першими з'явилися попільнички для сигар, які набули поширення в Європі в кінці XVIII століття, тоді як цигарки з'явилися лише у XIX столітті.
- Попільнички є об'єктом колекціонування (фумофілія).